# Turismo no Uruguai

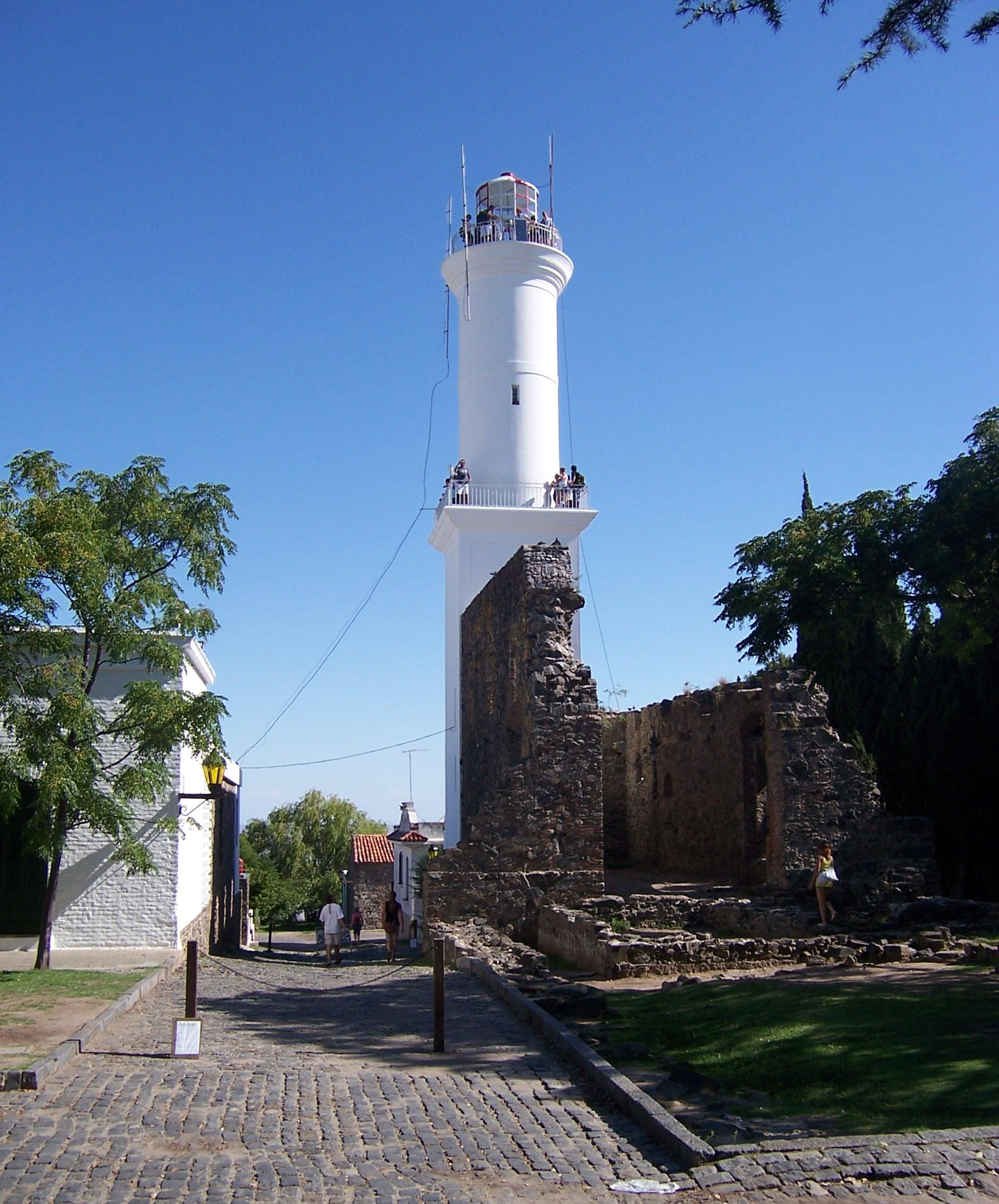
Farol em Colônia do Sacramento

O turismo no Uruguai se caracteriza pelo crescimento que vem apresentando nos últimos anos, principalmente na recepção de vizinhos argentinos e brasileiros, que procuram conhecer a bela cidade de Montevidéu e as praias no Oceano Atlântico e cassinos do balneário de Punta del Este, com boa infraestrutura e diversos hotéis 5 estrelas. Colônia do Sacramento, cidade fundada pelos portugueses em 1680, localizada sobre o rio de la Plata, na fronteira argentina, em frente a Buenos Aires, que mantém inalterada grande parte de sua arquitetura e aspecto bucólico, também é muito procurada pelos turistas.

## Outros pontos de interesse

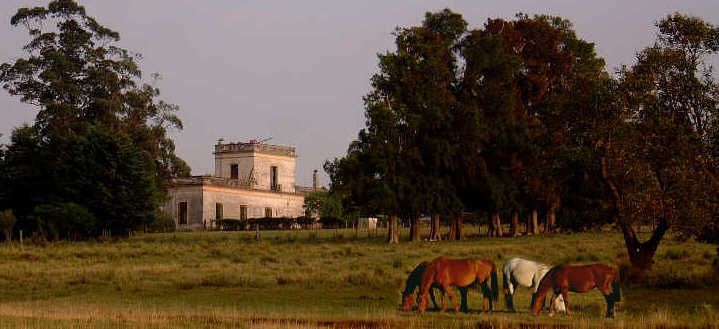
Estancia San Eugenio, Casupá, no departamento de Florida.

- Punta del Diablo: Povoado de pescadores próximo da fronteira com o Brasil, que acolhe o turismo que busca a costa mais agreste e o mar mais bravio.
- Termas: Balneários de águas termais naturais que no norte do pais oferecem uma alternativa de turismo e saúde durante o ano inteiro.
- Estancias: Fazendas de criação de gado onde além de desfrutar de um "asado con cuero" se pode ver os descendentes dos verdadeiros "gauchos" realizando as tarefas do campo.

## Informações
Cidadãos brasileiros precisam apenas apresentar cédula de identidade para entrar no país, para uma permanência de até 90 dias. O documento deve estar em ótimo estado de conservação.
Também portadores de passaportes (ou identidade do Mercosul) dos seguintes países podem entrar sem um visto: Argentina, Austrália, Áustria, Bahamas, Barbados, Belgica, Belize, Bolívia, Canadá, Colômbia, Coréia do Sul, Chile, Costa Rica, Croácia, Chipre, Dinamarca, Equador, El Salvador, Eslováquia, Eslovênia, Espanha, Finlândia, França, Alemanha, Grécia, Guatemala, Honduras, Hungria, Irlanda, Islândia, Israel, Itália, Jamaica, Japão, Letônia, Lichtenstein, Lituânia, Luxemburgo, Malásia, Malta, México, Mônaco, Países Baixos, Nicarágua, Noruega, Nova Zelândia, Panamá, Paraguai, Peru, Polônia, Portugal, República Dominicana, República Tcheca, Romênia, África do Sul, Seychelles, Suécia, Suíça, Trinidad e Tobago, Turquia, Reino Unido, Estados Unidos e Venezuela. Viajantes de outros países devem contactar a seção consular do Ministério de Relações Exteriores.

### Festivais
Desde a Festa da Cerveja na cidade de Paysandú, até a Exposição Rural de El Prado, passando pelo Carnaval, onde se pode escutar e dançar o Candombe, ritmo que nasceu no Uruguai com raízes africanas.
| Data                 | Nome em português            | Nome local                      | Observações |
| -------------------- | ---------------------------- | ------------------------------- | ----------- |
| 1 de janeiro         | Ano novo                     | Año nuevo                       |             |
| 6 de janeiro         | Dia das crianças             | Día de los niños                |             |
| 27 e 28 de fevereiro | Carnaval                     | Carnaval                        |             |
| 13 e 14 de abril     | Semana de turismo            | Semana de turismo               |             |
| 19 de abril          | Desembarque dos 33 orientais | Desembarco de los 33 orientales |             |
| 1 de maio            | Dia dos trabalhadores        | Día de los trabajadores         |             |
| 18 de maio           | Batalha das pedras           | Batalla de las piedras          |             |
| 19 de junho          | Nascimento de José Artigas   | Nacimiento de José Artigas      |             |
| 18 de julho          | Juramento da constituição    | Jura de la constitución         |             |
| 25 de agosto         | Declaração de independência  | Declaratoria de independencia   |             |
| 12 de outubro        | Dia das Américas             | Día de las Américas             |             |
| 2 de novembro        | Dia de defuntos              | Día de los difuntos             |             |
| 25 de dezembro       | Dia da família               | Día de la familia               |             |

## Como chegar
Diferentemente de outros países da região, o Uruguai pode ser percorrido em relativamente pouco tempo e cobrindo distâncias de não mais de 300 km entre seus pontos de interesse.

### De avião
Os principais aeroportos do país são o de Montevidéu (MVD) e o aeroporto de Punta del Este (PDP). Os voos são quase que na totalidade regionais, com destinos principalmente a Argentina, Brasil e Chile.
Para voos a Europa, Asia, Africa e Oceania são necessarias conexões em São Paulo e em Buenos Aires. O pais somente possui, para fora da America do Sul, poucos voos semanais para Miami nos Estados Unidos e Madrid na Espanha.

### De trem
Os serviços de trem de linha em Montevidéu são limitados. Existem alguns trens turísticos que não têm uma programação fixa. É necessário encontrar anúncios deles na estação de trem de Montevidéu. Não há um serviço de trem de longa distância regular.

### De carro
Fazendo fronteira com Brasil e Argentina, o Uruguai apresenta diversos pontos de entrada, sendo que a principal via de acesso pelo Brasil é a rodovia BR-116 (também conhecida como "Rodovia do Mercosul").
Para dirigir de carro no Uruguay, necessita o seguro carta-verde, seguro contra terceiros obrigatório para veículos estrangeiros em transito pelo país, pode ser feito em seguradoras ou até mesmo em Bancos como o do Brasil.
Infelizmente nos ultimos anos, viajar de carro com placas do Brasil e da Argentina se tornou um grande risco, pois estes são prioritariamente escolhidos pelos bandidos locais, mesmo carros com matriculas uruguaias não estão isentos de problemas, os roubos, ocorrem principalmente em Montevideo e Punta del Este.